# Phlegetonia
Phlegetonia là một chi bướm đêm thuộc họ Noctuidae.